# Silver Slipper
Silver Slipper – kasyno, funkcjonujące w przeszłości przy bulwarze Las Vegas Strip w Las Vegas, w stanie Nevada. Jego głównym architektem był Martin Stern, Jr., zaś sam obiekt działał od września 1950 roku do 29 listopada 1988 roku.
Kasyno zostało otwarte w 1950 roku jako Golden Slipper Saloon and Gambling Hall. Pierwotny właściciel chciał początkowo nazwać je Silver Slipper, jednak w Las Vegas istniał już obiekt o tej nazwie. Dlatego wykupił on, a następnie zamknął oryginalny Silver Slipper. W wyniku tego nazwa Golden Slipper mogła bez przeszkód zostać zmieniona na Silver Slipper. Obok wejścia do kasyna znajdował się ogromny, metalowy but, który się obracał.
30 kwietnia 1968 roku inwestor Howard Hughes nabył Silver Slipper za 5.4 milionów dolarów. Legenda głosiła, iż wykupił on kasyno ze względu na światła ruchomego buta, które go irytowały. Hughes obawiał się w tamtym okresie o swoje bezpieczeństwo, a ze względu na to, że czubek buta zawsze zatrzymywał się na wprost okna jego penthouse'a w Desert Inn, niepokoił się, iż może być w nim zainstalowana kamera. Po kilku nieudanych prośbach o wyłączenie mechanizmu obrotowego, Hughes wykupił kasyno i unieruchomił buta.
23 czerwca 1988 roku nową właścicielką Silver Slipper została Margaret Elardi, która nabyła obiekt za 70 milionów dolarów. Kilka miesięcy później kasyno zostało wyburzone, a w jego miejscu utworzono parkingi.